# 閃亂神樂 -少女們的真影-
《閃亂神樂 -少女們的真影-》（閃乱カグラ -少女達の真影-）是Marvelous Entertainment（現Marvelous AQL）於2011年9月22日發售的任天堂3DS遊戲，由高木謙一郎企劃、北島行德負責劇本，並由八重樫南負責插畫。
2012年8月30日發售續作《閃亂神樂 Burst -紅蓮的少女們-》（下稱「Burst」），並於同年宣佈動畫化企劃進行中。
而動畫版於2013年1月6日開始播放，同年2月28日發售PlayStation Vita新作《閃亂神樂 忍者對決 -少女們的証明-》（下稱「SV」）。
官方於2014年1月8日公布本作與「Brust」的正式續集——《閃亂神樂2 -真紅-》（閃乱カグラ2 -真紅-）將於同年8月7日發售，平台同為任天堂3DS。

## 遊戲概要
本遊戲是由小說劇情、角色對話劇情與橫向捲軸戰鬥三部分構成的動作遊戲。至「SV」中戰鬥部分才改為類似無雙系列的三維空間戰鬥。另外，「Burst」雖然是N3DS遊戲，但是很多情況之下其實都沒有裸眼3D功能。以戰鬥部分為例，除了出場、忍轉身、服裝破壞與使用秘傳忍法的動畫有3D功能外，其餘一般戰鬥部分系統會強制關閉3D功能。

## 故事簡介
本作是描寫就讀於忍者培養機關「國立半藏學院」的五名少女與惡勢力對抗的故事。

## 登場人物

### 國立半藏學院
表面上是一間著重升學率的名流高中，實際上是培訓善忍的秘密機構。
飛鳥（聲優：原田瞳）
國立半藏學院2年級生。生日：9月8日。16歲。血型：A型。身高155公分。三圍分別是B90/W57/H85。
精力充沛，做什麼事都全力以赴。忍者實力還不成熟，但潛力相當出色。
受到家族的血緣影響，秘傳動物為蟾蜍。但因本人非常討厭青蛙、蟾蜍等蛙類的關係，以至於召喚的時候總是失敗，後經由斑鳩的幫助已經克服。
喜歡半藏所製壽司捲。
斑鳩（聲優：今井麻美）
國立半藏學院3年級生。生日：7月7日。18歲。血型：A型。身高168公分。三圍分別是B93/W59/H90。
冷靜沉著的優等生，擔任班長。個性溫和，但生氣起來會一發不可收拾。
非常有名的鳳凰財閥的女兒，是為了代替毫無忍者才能的財閥的長子，因而被收養。
使用的家傳日本刀名為「飛燕」。
喜歡懷石料理與日本茶。秘傳動物為火鳥。
葛城（聲優：小林優）
國立半藏學院3年級生。生日：11月5日。17歲。血型：B型。身高165公分。三圍分別是B95/W57/H90。
個性開朗豪放的大姐姐，習慣先行動再思考。看到可愛的女孩子會想要性騷擾她，喜歡三不五時從後面偷襲別人胸部。
由於父母執行暗殺忍者黑影的任務失敗，照忍者的規則任務失敗要自盡以示負責，但是他們沒有自盡卻逃走，留下年幼的葛城。
認為如果成為一名優秀的忍者將功贖罪，父母逃亡的罪責可以從輕發落。於「SV」中重遇父母，可是馬上被捕。
一直努力訓練試著變強，練就出不服輸的個性。
喜歡吃拉麵。祕傳動物為龍。
柳生（聲優：水橋香織）
國立半藏學院1年級生。生日：12月23日。15歲。血型：O型。身高158公分。三圍分別是B85/W60/H83。
雖然是新生，但忍者實力高強。討厭沒有必要的事，不常表現出自己的情感。
右眼戴有眼帶，目的是封印祕傳動物所出現的力量。
不喜歡理會週遭的事情，但是卻非常迷戀雲雀，原因是雲雀與自己因交通意外而死的妹妹——望相似。
喜歡魷魚絲。祕傳動物為魷魚。
雲雀（聲優：井口裕香）
國立半藏學院1年級生。生日：2月18日。15歲。血型：B型。身高160公分。三圍分別是B80/W55/H73。
儘管很努力練習，但還是惹出很多問題。
不太擅長戰鬥，而擅長諜報活動。
擁有稱為「華眼」的瞳術，因此瞳孔有花形圖案。亦因為在兄弟姊妹中只有自己有此瞳術，所以才可以入讀半藏學院。
喜歡吃甜食，祕傳動物為兔子。
製作人高木表示，雲雀是依據自己個人喜好設計出來的角色。
大道寺（聲優：浅川悠）
國立半藏學院傳說中的前輩。生日：11月11日。25歲。血型：B型。身高170公分。三圍分別是B100/W58/H98。
雖然畢業考試成績超群，但是自願繼續留級無數年而不畢業，原因是在凜「喪生」前於每次對決上仍未戰勝過她。
在「SV」的百華繚亂記中先後分別打敗雲雀、柳生、葛城和斑鳩、飛鳥，並挑戰及成功打敗凜後正式畢業。
祕傳動物為虎。
本作、「Burst」的隱藏角色，「SV」的配信角色。
霧夜（聲優：藤原啟治）
國立半藏學院・忍學科的教師，同時也是飛鳥等人的導師。生日：5月5日。40歲。血型：A型。身高185公分。
凛（聲優：三森鈴子）
霧夜的教師生涯中的第一個學生，立志要成為「超級忍者」，並以完美的成績畢業。但不久後傳來在一次任務中喪生的消息。
半藏（聲優：山本兼平）
飛鳥的爺爺。傳說中的忍者。其做的粗捲壽司非常受歡迎。與月閃女學館的校長——黑影是多年的好友兼競爭對手。

### 秘立蛇女子學園
由道元所屬的惡忍組織出資建立的惡忍育成機構。另外，學園的高年級生在任何時候一定要接受低年級生的挑戰。學園長是雅緋的父親，不過雅緋與其父親在「SV」才初次登場，故以下不作介紹。
焰（聲優：喜多村英梨）
秘立蛇女子學園2年級生。生日：1月3日。16歲。血型：B型。身高163公分。三圍分別是B87/W57/H85。
蛇女學生的領導者，對忍裝束並不講究，戰鬥使用6把太刀，和飛鳥互為競爭對手。
本身出生於善忍的家族，但於初中刺傷小路而失去當善忍的資格。
興趣是戰鬥，喜歡吃和食。秘傳動物是日本錦蛇。
另外有「紅蓮之焰」（紅蓮の焔）的模式，頭髮變成紅色，改用第7把太刀——「炎月花」戰鬥，而「SV」中亦交代了第7把太刀的由來。
「Burst」（蛇女篇）、動畫版中最後與詠、日影、未來、春花離開學園，成為逃忍，並於「SV」以自己為首組成了「焰紅蓮隊」。
詠（聲優：茅野愛衣）
秘立蛇女子學園2年級生，生日：2月10日。16歲。血型：B型。身高160公分。三圍分別是B95/W58/H90。
用千金小姐的語氣說話，外表看起來很沉穩。
出身於貧窮的家庭，而父母因養育自己而死，所以內心的仇富情緒非常強烈，對是出身財閥千金的斑鳩有著相當強烈的憎恨。
興趣是裁縫，喜歡吃豆芽菜。秘傳動物是日本錦蛇亞種。
日影（聲優：白石涼子）
秘立蛇女子學園3年級生。生日：9月9日。17歲。血型：O型。身高160公分。三圍分別是B85/W57/H85。
自小在強盜集團中長大，戰鬥力高強，但感情起伏很少，認為對任務來講感情是不需要。對葛城的挑戰興趣缺缺的帶過去。
無特殊興趣。秘傳動物是眼鏡蛇。
未來（聲優：後藤沙緒里）
秘立蛇女子學園1年級生。生日：12月28日。15歲。血型：A型。身高150公分。三圍分別是B62/W48/H59。
自小已經是經常被欺凌的對象，因為想變強而入讀蛇女子學園。
因經常被柳生無視而時常找她麻煩。
以「佛麗」（仏麗，將未來的英文「future」轉為日語拼音而來）的筆名寫網上小說，非常有名。
興趣是上網。秘傳動物是日本蝮蛇。
春花（聲優：豐口惠）
秘立蛇女子學園3年級生。生日：7月20日。18歲。血型AB型。身高169公分。三圍分別是B99/W55/H88。
父親是大醫院的院長，利用逃稅的錢財來掩蓋多宗醫療事故。而母親將被父親冷落的心情轉化對春花的溺愛，將她當成換裝人偶看待。
直至到初中因無法抑壓內心的憎恨而想將父母燒死，但被鈴音阻止，並被發掘為惡忍。
有嗜虐傾向的女王角色。把遲鈍的雲雀當成自己的獵物。喜歡吃昆布。秘傳動物是東亞腹鏈蛇。
「SV」中戰鬥時背後新增一部機械人以輔助攻擊。
鈴音（聲優：三森鈴子）
秘立蛇女子學園的教師。生日：9月30日。26歳。血型：A型。身高160cm。三圍分別是B97/W57/H90。
於「SV」和動畫版揭開其真正的身分就是凜，並於「SV」中交代由善忍變成蛇女子學園教師的經過。
在「SV」中一方面以鈴音的身份在蛇女子學園的教師、另一方面以凜的身份在焰紅蓮隊中的一員活動。
秘傳動物是鷹。
動畫版中與道元同歸於盡。
「Burst」的隱藏角色，「SV」的配信角色。
道元（聲優：小杉十郎太）
建立蛇女子學園的人，亦是相當於學園首領的人物。
真正目的是利用學生的血和肉將封印在蛇女子學園內的妖魔——（怨楼血）復活，但最終被飛鳥與紅蓮之焰消滅（根據「Brust」蛇女篇中交待）。
擅長幻術，以致在「Burst」（蛇女篇）中焰以為已將他殺死，最後在「SV」（紅蓮鬥爭錄）中才真正被焰殺死；而動畫版則與凜同歸於盡。
順帶一提，怨樓血在動畫版中是其秘傳忍法。

### 其他
鈴木
遊戲版中向飛鳥表白的同學，但被拒絕。
村雨（聲優：安元洋貴）
斑鳩的哥哥。大學生，沒有忍者的才能。
被其父親評為「雖無作為忍者的才能，卻有著經商的腦袋」。
小路（聲優：中谷兼）
焰的初中二年級班主任，惡忍。為殺死焰而接近她。
露出真面目殺死焰的時候反被其刺至重傷，亦使焰失去當善忍的資格而踏上惡忍之路。
其妹旋風於「SV」中為蛇女子學園的學生，並經常找焰報仇，但最終被道元殺死。

## 世界觀
善忍
是國家所屬的忍者，由高中的忍學科培訓，畢業後便成為國家執行任務的忍者。
惡忍
由一些私人企業或政治家私下培訓出來替其辦事的忍者，為其完成任務會不擇手段。
忍結界
由忍者發動的結界，能夠與外界隔絕。
陰陽變化
是指忍者自己陰和陽屬性的熟練程度的累積。每當忍者陰和陽屬性累積到不同程度，其招式和效果亦各有不同。
陽屬性
由忍轉身狀態下發動和累積，效果包括飛翔亂舞次數加一次、空中可以衝刺等。
忍轉身
服裝會根據忍者理想中的自己而改變。忍轉身後血量會完全回復，當忍法計累積到一定程度後可使用秘傳忍法。
陽亂屬性
當陽屬性累積到極限時便會覺醒，會有更多特殊效果如忍法計容易累積等等。
陰屬性
由命驅狀態下發動和累積，效果包括攻擊力增加為4.5倍、防禦力減至20%等。
命驅
任務開始時自己脫下衣服只剩內衣，當忍法計累積到一定程度後可使用秘傳忍法。另外發動命驅後不可忍轉身。
陰亂屬性
當陰屬性累積到極限時便會覺醒，會有更多特殊效果如攻擊力增加為7.5倍、防禦力減至10%、空中衝刺的無敵時間延長等。
閃亂屬性
當陽亂屬性和陰亂屬性覺醒後會得到，閃亂屬性有吸納陽亂和陰亂的一部分特質。
當閃亂屬性解放後，玩家需要自行選擇該角色以陽亂、陰亂或閃亂屬性執行任務，而選擇陰亂後任務開始時會自動發動命驅狀態；反之選擇陽亂或閃亂後則不能發動命驅狀態。
秘傳忍法
忍者借大自然的力量而發動的高殺傷力的忍法，使用時會消耗忍法計的累積量。
而本作有「秘傳忍法·壹」和「秘傳忍法·貳」（又稱「超秘傳忍法」）兩種。
超秘傳忍法書
是收藏於本作兩間忍者學校的貴重卷軸，只有超秘傳忍法書認定的忍者才可以閱讀其內容。
超秘傳忍法書分為「陰」和「陽」兩卷，當中陽之超秘傳忍法書由飛鳥得到；而陰之超秘傳忍法書由焰得到。

## 主題曲
片頭曲
作詞 - 葉月みこ / 作曲・編曲 - 林達志 / 歌 - 飛鳥（原田瞳）、斑鳩（今井麻美）、葛城（小林優）、柳生（水橋香織）、雲雀（井口裕香）
片尾曲
作詞 - 高木謙一郎、木下カナコ / 作曲・編曲 - 林達志 / 歌 - 近藤あいる

## 相關書籍
閃亂神樂 忍者少女 官方完全攻略+插畫集
本作的攻略本和插畫集。中文版由青文出版社代理。
閃亂神樂 -少女們的真影-
2011年10月號起在Media Factory出版社旗下《月刊Comic Alive》雜誌上連載。單行本中文版由尖端出版代理。
故事直接由遊戲版改編。由高木謙一郎原作，鷹爪あまみ作畫。
閃亂神樂 Spark!
於《Fami通コミッククリア》連載，全7話。單行本中文版由青文出版社代理。
講述斑鳩和葛城剛入讀國立半藏學院的故事。由高木謙一郎原作，田邊京作畫。
閃亂神樂 -放學後-
於《Fami通コミッククリア》連載。
由田邊京、郷、エンチ、剣康之、加藤小判、左折、ピアイ才、PECTONG、ナガタニ、伊月クロ、はづき、御眼鏡、FBC、御影石材、甘福あまね、小林ミツツグ、長屋けい共17人作畫。
閃亂神樂 -紅蓮之蛇-
於一迅社旗下《月刊Comic REX》連載，全3卷。單行本中文版由青文出版社代理。
以蛇女學生的角度敘述本作的故事。由高木謙一郎原作，あおいまなぶ作畫。
閃亂神樂 角色Fans Book
動畫版角色畫集。
閃亂神樂 -少女們的青春-
本作小說版，由一迅社出版。
由高木謙一郎原作，にのまえあゆむ執筆，插畫由朱擔當。

## 電視動畫
由本作改編的動畫，以『閃亂神樂』為題，2013年1月6日開始播放第一季。而每當播放途中出現特別用詞的時候，立刻會有旁白（聲優：藤本幸太郎）解說。另外，動畫版有部分設定是來自「Brust」和「SV」。2018年10月12日，以『閃亂神樂SHINOVI MASTER -東京妖魔篇-』為題播放第二季。

### 閃亂神樂

#### 製作人員
- 原作：Marvelous Entertainment
- 監督：渡部高志
- 系列構成、劇本：吉岡孝夫
- 角色設計、總作畫監督：鳥居貴史
- 劇本原案協力：北島行德
- 動畫製作：ARTLAND
- 製作：閃亂神樂夥伴們

#### 主題曲
片頭曲
「Break your world」
作曲・編曲 - 五條下位（Arte Refact），作詞・主唱 - 佐咲紗花
片尾曲
「Fighting Dreamer」（第1話－第3話、第8話）
作詞 - ，作曲・編曲 - 河原嶺旭，歌 - 飛鳥（原田瞳）、斑鳩（今井麻美）、葛城（小林優）、柳生（水橋香織）、雲雀（井口裕香）
（第4話－第6話、第9話）
作詞 - 畑亞貴，作曲・編曲 - 佐伯高志，歌 - 焰（喜多村英梨）、詠（茅野愛衣）、日影（白石涼子）、未来（後藤沙緒里）、春花（豐口惠）
（第7話、第10話－第12話）
作詞 - 岩里祐穂，作曲 - 奈良悠樹，編曲 - 宮崎誠，歌 - 原田瞳

#### 各話列表
| 話數   | 日文標題 | 中文標題         | 劇本     | 分鏡      | 演出              | 作畫監督                                                    |
| ------ | -------- | ---------------- | -------- | --------- | ----------------- | ----------------------------------------------------------- |
| 第1話  |          | 立於摩天樓的忍者 | 吉岡孝夫 | 渡部高志  | 中野英明          | 鳥井貴史                                                    |
| 第2話  |          | 傳說忍者現身     | 吉岡孝夫 | 渡部高志  | 池端隆史          | 大庭小枝                                                    |
| 第3話  |          | 月下的入侵者     | 吉岡孝夫 | 渡部高志  | 湖山禎崇          | 國行由里江                                                  |
| 第4話  |          | 臨海修行・忍島   | 吉岡孝夫 | 前島健一  | 前島健一          | 桝井一平                                                    |
| 第5話  |          | 奇襲！半藏學院   | 吉岡孝夫 | 中野英明  | 中野英明          | 野田康行                                                    |
| 第6話  |          | 連動忍結界       | 吉岡孝夫 | 渡部高志  | 鎌仲史陽          | 福世孝明 牛島勇二                                           |
| 第7話  |          | 恐怖的遠足       | 吉岡孝夫 | 矢越守    | 下司泰弘          | 荒尾英幸、日向正樹 杉光登                                   |
| 第8話  |          | 追憶的忍者教室   | 吉岡孝夫 | 泉保良輔  | 泉保良輔          | 桝井一平                                                    |
| 第9話  |          | 祕立蛇女子學園   | 吉岡孝夫 | なかの★陽 | 湖山禎崇          | 大庭小枝、小關雅 荒尾英幸、井口真理子 山崎淳                |
| 第10話 |          | 陰與陽           | 吉岡孝夫 | なかの★陽 | 中村近世          | 梶浦伸一郎、桝井一平 清水惠藏、泉保良輔 鈴木伸一            |
| 第11話 |          | 決戰天守閣       | 吉岡孝夫 | 渡部高志  | 佐藤和磨 水本葉月 | 小關雅、杉光登 福世孝明、松本文男                           |
| 第12話 |          | 超秘傳忍法       | 吉岡孝夫 | 渡部高志  | 則座誠 下司泰弘   | 福世孝明、荒尾英幸 杉光登、松本文男 山崎淳、小關雅 日向正樹 |

### 閃亂神樂SHINOVI MASTER -東京妖魔篇-

#### 制作人員
- 原作：高木謙一郎
- 監督：柳澤哲也
- 系列構成、劇本：北島行德
- 角色設計：後藤潤二
- 總作畫監督：後藤潤二、宮澤努
- 道具設計：森木靖泰（日语：森木靖泰）、宮豊
- 美術監督：青山直樹
- 美術設計：長澤順子
- 色彩設定：松山愛子
- 攝影監督：千葉洋之
- 編集：櫻井崇
- 音樂監督：森下廣人（日语：森下広人）
- 音樂：NoisyCroak
- 音樂制作：Lantis
- 動畫製作：TNK
- 製作：SHINOVI MASTER Partners

#### 主題曲
片頭曲「SCARLET MASTER」（第1話~12話）
作曲、編曲：KOHTA YAMAMOTO，作詞、主唱：佐咲紗花
片尾曲（第2話~12話）
作詞：只野菜摘，作曲：坂野上陽介、，編曲：Kume.、桑田健吾

主唱：Mia REGINA

#### 各話列表
| 話數   | 日文標題 | 中文標題           | 劇本     | 分鏡         | 演出             | 作畫監督 |
| ------ | -------- | ------------------ | -------- | ------------ | ---------------- | --- |
| 第1話  |          | 改變世界           | 北島行德 | 柳澤哲也     | 柳澤哲也         | 後藤潤二、宮澤努 神田岳、斎藤香織 清水勝祐、渡辺はるか                                                            |
| 第2話  |          | 桃色海灘戲水大戰   | 北島行德 | 西島克彥     | 境橋渡           | 西尾公伯、田中克憲 小島えり、北條真純                                                                             |
| 第3話  |          | 火箭跳水           | 北島行德 | 柳澤哲也     | 藏本穂高         | 宮澤努、齊藤香織 朝岡卓矢、後藤潤二 渡辺はるか、石動仁 神田岳、清水勝祐                                           |
| 第4話  |          | 是好戲開場的時候!! | 北島行德 | 西島克彥     | 安藤貴史         | 櫻井拓郎、神垣彌生 高波祐太、佐藤敏明 小林ゆかり                                                                  |
| 第5話  |          | 說誠懇的實話       | 北島行德 | なかの☆陽    | 吉田俊司         | 大原大、外山陽介 朝岡卓矢、服部益實 清水勝祐、齊藤佳子 芳賀亮、神田岳 齊藤香織                                    |
| 第6話  |          | 少女們的對抗       | 北島行德 | 柳澤哲也     | 藏本穂高         | 齊藤佳子、清水勝祐 齊藤香織、渡辺はるか ごとうじゅんじ、福永純一 朝岡卓矢、服部益實 石動仁、宮澤努 大原大、神田岳 |
| 第7話  |          | 我們還會相遇       | 北島行德 | 倉谷涼一     | 栗山美秀         | 岡田雅人、櫻井拓郎 櫻井正明、佐藤ゆうこ 浅川和男、武智敏光 中村慎吾、はっとりますみ 陸田聡志、和田賢人            |
| 第8話  |          | 不要停止信念       | 北島行德 | きみやしげる | ながはまのりひこ | 小川一郎 |
| 第9話  |          | 燒傷之痕           | 北島行德 | 西島克彥     | 吉田俊司         | 神田岳、北島勇樹 清水勝祐、大原大 宮澤努、石動仁 外山陽介、齊藤佳子 ごとうじゅんじ                                |
| 第10話 |          | 兩心之間           | 北島行德 | 朝岡卓矢     | 朝岡卓矢         | 太田悌季、坪田慎太郎 服部憲知、北村淳一 重松、花輪美幸 松下順子、たかおかきいち                                   |
| 第11話 |          | 美麗人生           | 北島行德 | 倉谷涼一     | 浅見松雄         | 佐藤敏明、櫻井拓郎 栗石重紀、服部憲知 ごとうじゅんじ                                                              |
| 第12話 |          | 家鄉之情           | 北島行德 | 柳澤哲也     | 南康宏           | 朝岡卓矢、石動仁 大原大、神田岳 北島勇樹、齊藤香織 榊原大河、櫻井拓郎 清水勝祐、宮澤努 、                         |

### 藍光與DVD
| 卷數   | 發售日期      | 收錄話數         | 規格編號   | 規格編號   |
| 卷數   | 發售日期      | 收錄話數         | BD         | DVD        |
| ------ | ------------- | ---------------- | ---------- | ---------- |
| 第一季 |               |                  |            |            |
| 1      | 2013年3月27日 | 第1話 、 第2話   | ZMXZ-8421  | ZMXZ-8431  |
| 2      | 2013年4月24日 | 第3話 、 第4話   | ZMXZ-8422  | ZMXZ-8432  |
| 3      | 2013年5月29日 | 第5話 、 第6話   | ZMXZ-8423  | ZMXZ-8433  |
| 4      | 2013年6月26日 | 第7話 、 第8話   | ZMXZ-8424  | ZMXZ-8434  |
| 5      | 2013年7月24日 | 第9話 、 第10話  | ZMXZ-8425  | ZMXZ-8435  |
| 6      | 2013年8月28日 | 第11話 、 第12話 | ZMXZ-8426  | ZMXZ-8436  |
| 第二季 |               |                  |            |            |
| 1      | 2019年1月30日 | 第1話 - 第3話    | ZMXZ-12751 | ZMBZ-12761 |
| 2      | 2019年2月27日 | 第4話 - 第6話    | ZMXZ-12752 | ZMBZ-12762 |
| 3      | 2019年3月27日 | 第7話 - 第9話    | ZMXZ-12753 | ZMBZ-12763 |
| 4      | 2019年4月24日 | 第10話 - 第12話  | ZMXZ-12754 | ZMBZ-12764 |

### 播放電視台
日本深夜動畫：下文記載的日本国内播放時間使用日本標準時間（UTC+9）表示。因為部分時間标识會採用30小时制，因此請留意这类超过24:00的时间，其實際播放時間為翌日清晨。
| 第一季   | 第一季      | 第一季                  | 第一季                                | 第一季      | 第一季         |
| 播放地區 | 播放電視台  | 播放日期                | 播放時間（UTC+9）                     | 所屬聯播網  | 備註           |
| -------- | ----------- | ----------------------- | ------------------------------------- | ----------- | -------------- |
| 日本全國 | AT-X        | 2013年1月6日 - 3月24日  | 星期日 20時30分 - 21時00分            | 衛星電視    | 有重播         |
| 千葉縣   | 千葉電視台  | 2013年1月6日 - 3月24日  | 星期日 24時30分 - 25時00分            | 獨立UHF局   |                |
| 兵庫縣   | SUN電視台   | 2013年1月8日 - 3月26日  | 星期二 26時05分 - 26時35分            | 獨立UHF局   |                |
| 愛知縣   | 愛知電視台  | 2013年1月9日 - 3月27日  | 星期三 26時35分 - 27時05分            | 東京電視網  |                |
| 日本全國 | BS11        | 2013年1月10日 - 3月28日 | 星期四 24時00分 - 24時30分            | 衛星電視    | 『ANIME+』節目 |
| 東京都   | TOKYO MX    | 2013年1月10日 - 3月28日 | 星期四 24時30分 - 25時00分            | 獨立UHF局   |                |
| 台灣     | i-Fun動漫台 | 2013年5月18日 -         | 週六至週日晚間23:00～24:30（連播3集） | 中華電信MOD |                |
| 第二季   |             |                         |                                       |             |                |
| 日本全國 | AT-X        | 2018年10月12日 - 預定   | 星期五 24時00分 - 24時30分            | 衛星電視    | 有重播         |
| 東京都   | TOKYO MX    | 2018年10月12日 - 預定   | 星期五 26時10分 - 26時40分            | 獨立UHF局   |                |
| 日本全國 | BS11        | 2018年10月15日 - 預定   | 星期一 24時00分 - 24時30分            | 衛星電視    | 『ANIME+』節目 |

## 參照
1. ↑  任天堂介紹網頁 （页面存档备份，存于） 中，遊戲類型變成比較含蓄的動作遊戲。遊戲的圖示是水墨畫風格的龍。
2. 1 2 3  注意此為動畫版聲優，未必與遊戲版一樣。

## 系列相關作品
- 閃亂神樂 Burst -紅蓮的少女們-（閃乱カグラ Burst -紅蓮の少女達-）：2012年8月30日發售的續作，將本作完全收錄，算是本作的「強化版」或「完全版」。
- 閃亂神樂 NewWave（日语：閃乱カグラ NewWave）：2012年11月28日開始配信，由GREE發售的社交網絡遊戲。
- 閃亂神樂 忍者對決 -少女們的証明-（日语：閃乱カグラ SHINOVI VERSUS -少女達の証明-）：2013年2月28日發售PlayStation Vita新作，是繼本作和「Burst」的正篇作品。
- 忍乳負重 閃亂神樂（日语：デカ盛り 閃乱カグラ）：2014年3月20日由PlayStation Store發售的PlayStation Vita作品，而該作品會分為兩部分發售，同時為系列首作音樂節拍遊戲和中文化作品。
- 閃亂神樂2 -真紅-（日语：閃乱カグラ2 -真紅-）：2014年8月7日於任天堂3DS平台發售的正式續集，當中「真紅」的意思是「真影」與「紅蓮」締結的新章節之意。
- 閃亂神樂 ESTIVAL VERSUS -少女們的選擇-（閃乱カグラ ESTIVAL VERSUS -少女達の選択-）：預定2015年3月26日於PlayStation Vita與PlayStation 4雙平台發售的作品,「SV」的續集。

## 其他
於超次元戰記 戰機少女系列中登場角色Marvelous AQL是同名公司與本系列作品的擬人化角色，而該角色的配音員與飛鳥一樣皆為原田瞳。

## 外部連結
- 遊戲系列官方網站（日語）
- 本作官方網站 （页面存档备份，存于）（日語）
- 遊戲系列官方部落格 Archive.today的存檔，存档日期2013-01-11（日語）
- 「閃亂神樂」電視動畫官方網站 （页面存档备份，存于）（日語）
- 「閃亂神樂SHINOVI MASTER -東京妖魔篇-」電視動畫官方網站 （页面存档备份，存于）（日語）
- 「閃亂神樂SHINOVI MASTER -東京妖魔篇-」「閃亂神樂」電視動畫的X（前Twitter）（日語）